# Aeropuerto de Ancona-Falconara
El Aeropuerto de Ancona (en italiano Aeroporto di Ancona-Falconara), es un aeropuerto italiano que sirve a la ciudad de Ancona, en la región de Marcas, en la Italia central. El aeropuerto está situado a unos 12 km al oeste de Ancona, en Falconara Marittima. Es también conocido como Aeropuerto Raffaello Sanzio por el nombre de Raffaello Sanzio (1483-1520), el pintor y arquitecto italiano.

## Situación
El aeropuerto se encuentra a una altitud de 15 m (49 pies) sobre el nivel medio del mar. Se ha designado una pista de aterrizaje 04/22 con una superficie de asfalto de 2.962 por 45 metros (9.718 pies por 148 pies).

## Aerolíneas y destinos

### Pasajeros
| Aerolíneas | Destinos                                                         |
| ---------- | ---------------------------------------------------------------- |
| Albawings  | Tirana                                                           |
| easyJet    | Estacional: Londres–Gatwick                                      |
| Lufthansa  | Múnich                                                           |
| Ryanair    | Catania, Charleroi, Londres–Stansted Estacional: Cracovia, Weeze |
| Volotea    | Cagliari, Catania, Palermo, París–Orly Estacional: Olbia         |
| Wizz Air   | Tirana Estacional: Bucarest                                      |

### Carga
| Aerolíneas                        | Destinos |
| --------------------------------- | -------- |
| DHL Aviation operado por Icar Air | Sarajevo |